# 에밀리 에번 레이
에밀리 에번 레이(Emily Evan Rae, 1999년 5월 31일 ~ )는 미국의 배우, 모델, 텔레비전 배우, 영화배우이다.
캘리포니아주에서 태어났다.

## 영화
- 피닉스 폴링 (2011년)
- 더 오피스 1 (2005년)
- 지미 키멜 라이브! (2003년) - 게스트 역